# Отверженные (телесериал, 1974)
Отверженные (исп. Los miserables) — мексиканская мелодрама с элементами драмы и криминала 1974 года производства Televisa, являющиеся экранизацией одноимённого романа Виктора Гюго.

## Сюжет
XIX век, Франция. Жан Вальжан выходит из тюрьмы после 20-летнего тюремного заключения из-за того, что он украл хлеб чтобы прокормить свою сестру и ребёнка, которые были в нищете. Люди знают о его тюремном прошлом, и поэтому никто не хочет его видеть и принимать в качестве гостя кроме епископа Мириэля. У его семьи по прежнему проблемы с деньгами, и он хочет ограбить епископа, но когда тот понял, что его семья находится в бедственном положении, то простил его. Вскоре после этого Жан последовал совету епископа и стал богатым промышленником, вдобавок этому он изменил своё имя и возглавил деревню. Фантан действительно находится в нищенском положении, у неё есть дочь Косетте. Её несправедливо уволили с работы, из-за чего она оказалась на грани краха и стала заниматься проституцией. В один прекрасный день к ней пришёл Жан Вальжан и во время оказания ему сексуальных услуг, он поинтересовался, почему её несправедливо уволили с работы. Вскоре она заболеет туберкулёзом и наступит смерть, тогда Жан Вальжан займётся воспитанием Косетте.

## Создатели телесериала

### В ролях
- Серхио Бусмтаманте - Жан Вальжан
- Бланка Санчес - Фантине
- Эдит Гонсалес - Косетте (ребёнок)
- Диана Брачо - Косетте
- Антонио Пасси - Хаверт
- Карлос Анчира - священный брат Тернандьер
- Магда Гусман - священная сестра Тернандьер
- Росио Брамбила - Эпонина (ребёнок)
- Мария Рохо - Эпонина
- Луис Торнер - Марио Понтмерку
- Анхель Гараса - Обиспо Муриэль
- Отто Сирго - Феликс Томлоес
- Андреа Котто - Аселма
- Магда Альер - сестра Маглиоре
- Алехандро Чангеротти - Фаучелевент
- Фернандо Солер - священный брат Гильенорманд
- Марилу Элисага - священная сестра Гильенорманд
- Росенда Монтерос - священная сестра Симплисия
- Алисия Паласиос - священная сестра Перпетуа
- Алисия Монтойя - матушка Абадеса
- Хосе Луис Хименес - Мабеуф
- Эктор Бонилья - Херард
- Энрике Нови - Луис
- Сильвия Суарес - сестра Жана Вальжана
- Сокорро Авелар - Келадора
- Норма Хименес Понс - Мария Антониэта
- Карина Дюпрес - рабыня
- Антонио Раксель - Барон де Понтмерци
- Росарио Гранадос - Маргарита
- Маргот Вагнер - рабыня
- Худи Понте - священная сестра Боргон
- Глория Хордан - Терессе
- Карлос Аргуелес - Гавроче
- Марио Хименес Понс - Андрес
- Рауль Исагирре - Теодуло
- Хосефина Эскобедо
- Хорхе Мондрагон
- Луис Миранда
- Пилар Соуса
- Хесус Гомес
- Гильермо Хиль
- Глория Эстрада
- Ригоберто Кармона
- Франсиско Г. Ролон
- Исаин Давилла
- Луис Мануэль Харамильо
- Армандо Акоста
- Хайме Вега
- Одисео Бичир
- Кармен Кортес
- Эрнесто Касильяс
- Адан Алкосер
- Хосе Луис Амаро
- Сальвадор Перес
- Эдуардо Борха